# Robert Maćkowiak
Robert Maćkowiak (* 13. května 1970, Rawicz, Velkopolské vojvodství) je bývalý polský atlet, sprinter, jehož specializací byl běh na 200 metrů a hladká čtvrtka.
Největší individuální úspěchy (400 m) zaznamenal v roce 1998, kdy získal bronzovou medaili na halovém ME ve Valencii a stříbro na evropském šampionátu v Budapešti.
V roce 1999 byl na halovém MS v japonském Maebaši členem štafety, která vybojovala stříbrné medaile a časem 3:03,01 vytvořila dosud platný halový evropský rekord v běhu na 4 × 400 metrů. Spoludržiteli dále jsou Piotr Haczek, Jacek Bocian a Piotr Rysiukiewicz.
Dvakrát reprezentoval na letních olympijských hrách (Atlanta 1996, Sydney 2000). Lepšího výsledku dosáhl na olympiádě v australském Sydney, kde se mu podařilo jako jedinému Evropanovi probojovat do finále běhu na 400 metrů. V něm nakonec doběhl v čase 45,14 s na 5. místě.